# Górowo Iławeckie
Górowo Iławeckie est une ville polonaise de la voïvodie de Varmie-Mazurie, dans le powiat de Bartoszyce.

## Histoire
De 1818 à 1945, Landsberg fait partie de l'arrondissement de Preußisch Eylau (de) dans la province de Prusse-Orientale.

## Galerie

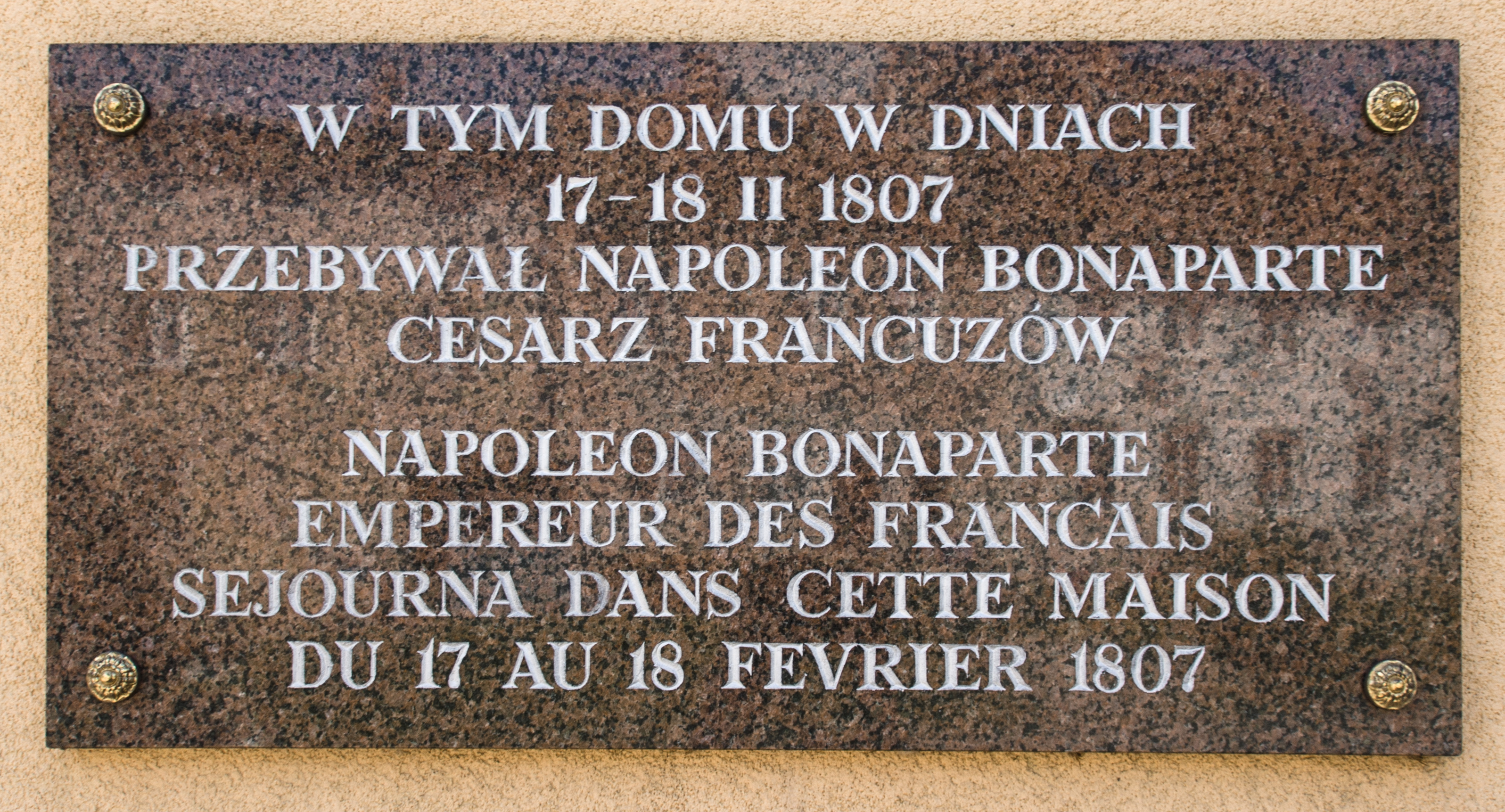
Plaque à la mémoire de Napoléon Ier
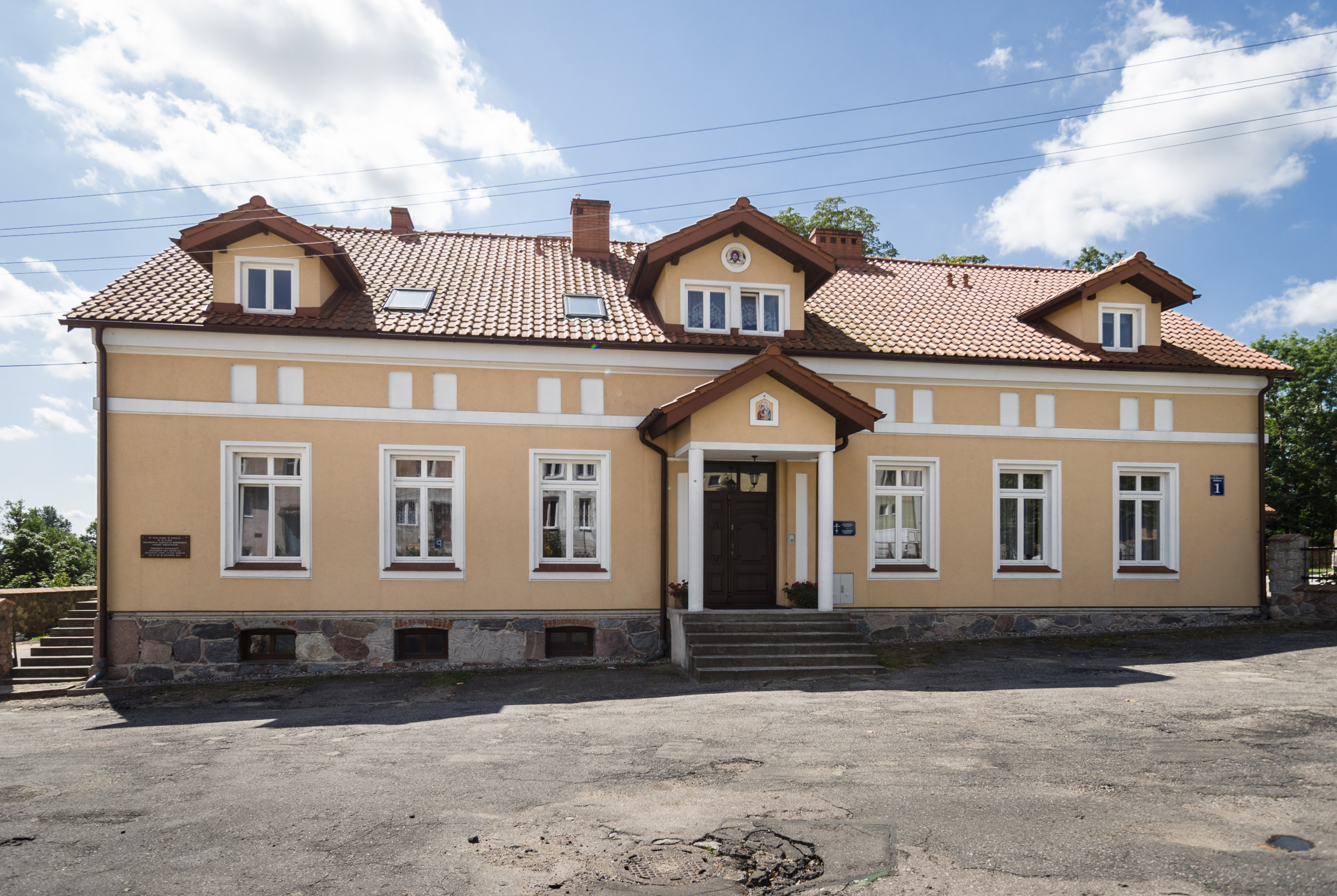
Plaque à la mémoire de Napoléon Ier
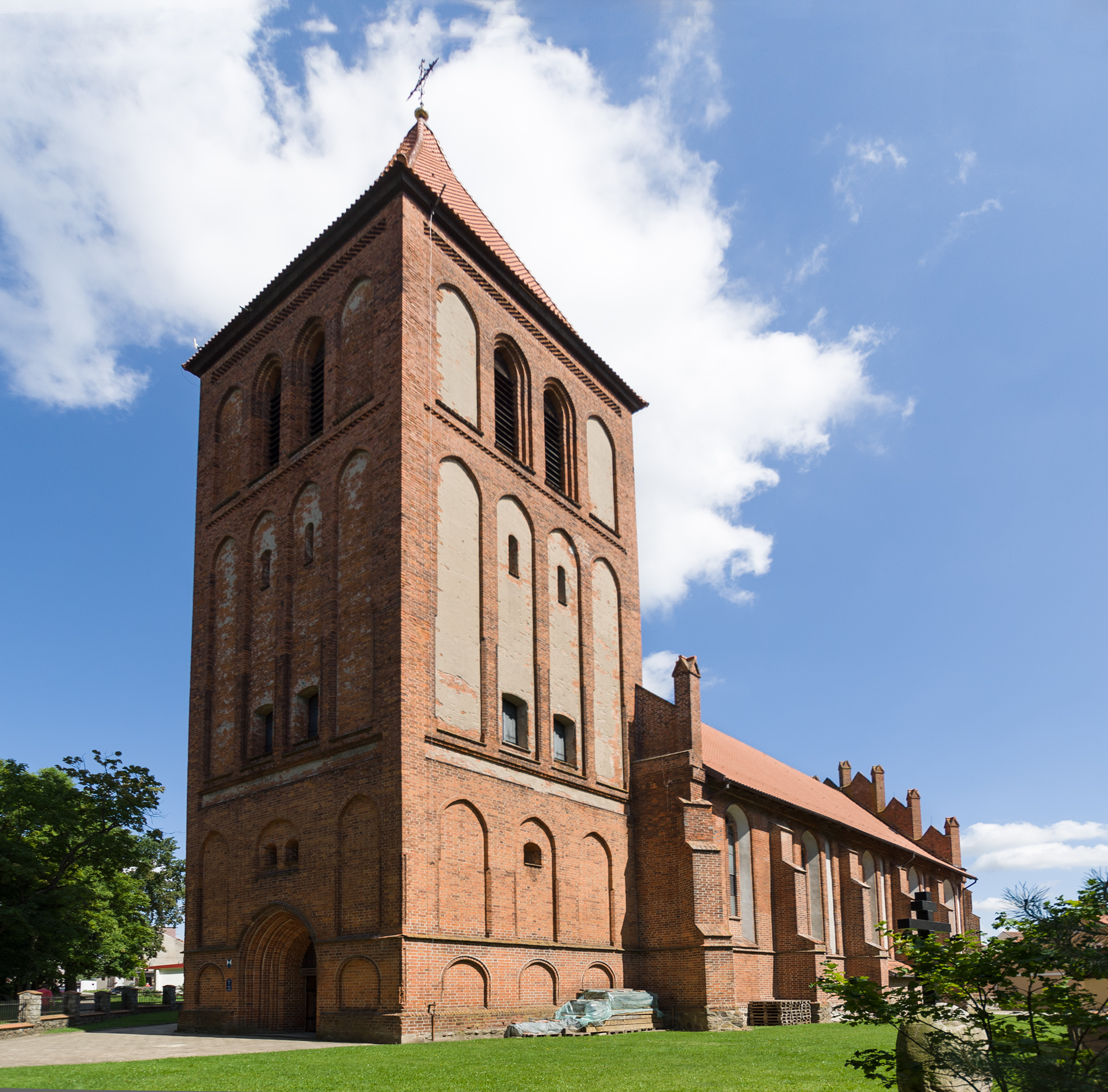
Église Sainte-Croix à Górowo Iławeckie